# Jardin paysager français
 (août 2023).
La mise en forme du texte ne suit pas les recommandations de Wikipédia : il faut le « wikifier ».
Les points d'amélioration suivants sont les cas les plus fréquents :
- Les titres sont pré-formatés par le logiciel. Ils ne sont ni en capitales, ni en gras.
- Le texte ne doit pas être écrit en capitales (les noms de famille non plus), ni en gras, ni en italique, ni en « petit »…
- Le gras n'est utilisé que pour surligner le titre de l'article dans l'introduction, une seule fois.
- L'italique est rarement utilisé : mots en langue étrangère, titres d'œuvres, noms de bateaux, etc.
- Les citations ne sont pas en italique mais en corps de texte normal. Elles sont entourées par des guillemets français : « et ».
- Les listes à puces sont à éviter, des paragraphes rédigés étant largement préférés. Les tableaux sont à réserver à la présentation de données structurées (résultats, etc.).
- Les appels de note de bas de page (petits chiffres en exposant, introduits par l'outil «  Source ») sont à placer entre la fin de phrase et le point final[comme ça].
- Les liens internes (vers d'autres articles de Wikipédia) sont à choisir avec parcimonie. Créez des liens vers des articles approfondissant le sujet. Les termes génériques sans rapport avec le sujet sont à éviter, ainsi que les répétitions de liens vers un même terme.
- Les liens externes sont à placer uniquement dans une section « Liens externes », à la fin de l'article. Ces liens sont à choisir avec parcimonie suivant les règles définies. Si un lien sert de source à l'article, son insertion dans le texte est à faire par les notes de bas de page.
- La présentation des références doit suivre les conventions bibliographiques. Il est recommandé d'utiliser les modèles {{Ouvrage}}, {{Chapitre}}, {{Article}}, {{Lien web}} et/ou {{Bibliographie}}. Le mode d'édition visuel peut mettre en forme automatiquement les références.
- Insérer une infobox (cadre d'informations à droite) n'est pas obligatoire pour parachever la mise en page.

Pour une aide détaillée, merci de consulter Aide:Wikification.
Si vous pensez que ces points ont été résolus, vous pouvez retirer ce bandeau et améliorer la mise en forme d'un autre article.

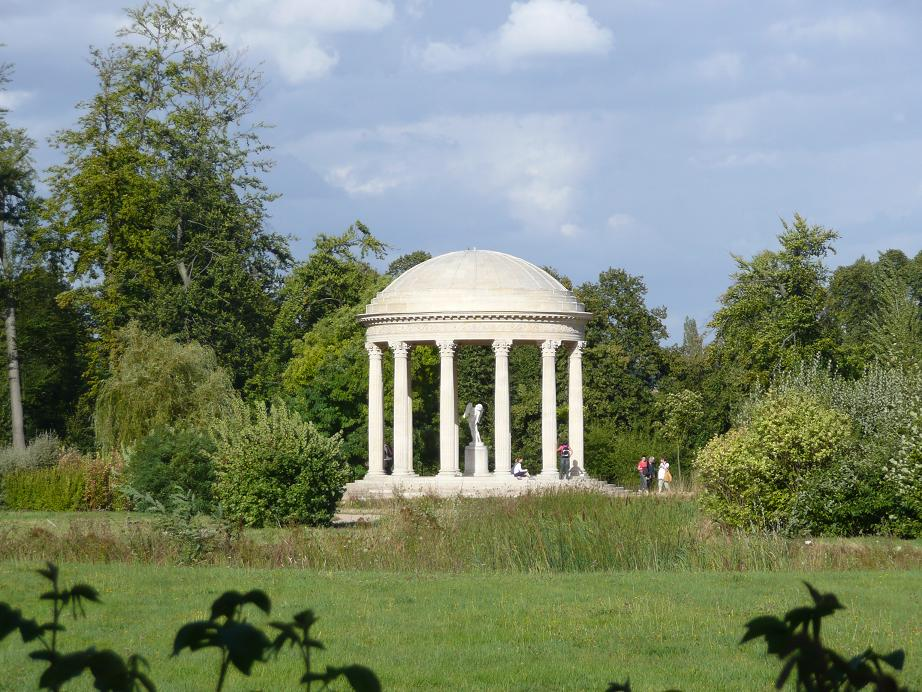
Temple de l'Amour créé pour Marie-Antoinette et le Jardin de la Reine à Versailles

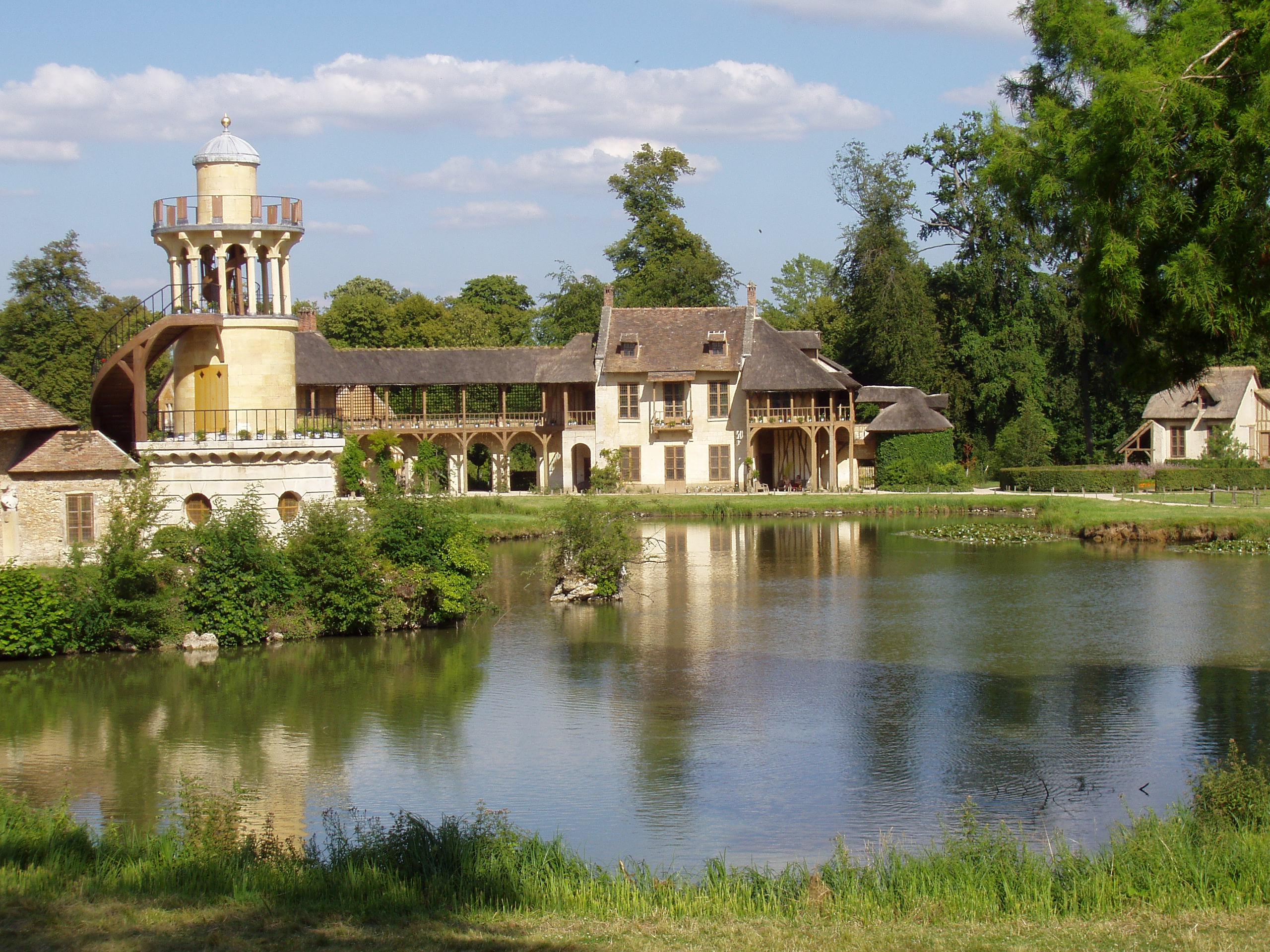
L'idyllique Hameau de la Reine de Marie-Antoinette à Versailles

Le jardin paysager à la française  (aussi appelé: jardin paysager, jardin pittoresque ou  jardin anglo-chinois) est un style de jardin inspiré des paysages romantiques idéalisés et des peintures d'Hubert Robert, Claude Lorrain et Nicolas Poussin, des idées européennes sur les jardins chinois et de la philosophie de Jean-Jacques Rousseau. Ce style est issu du jardin paysager anglais du début du 18e siècle et a gagné la France où il a progressivement remplacé, dans la seconde moitié du 18e siècle et également au début du 19e siècle, le jardin à la française classique, un jardin taillé de façon rigide et géométrique.  

## Le déclin dujardin à la française

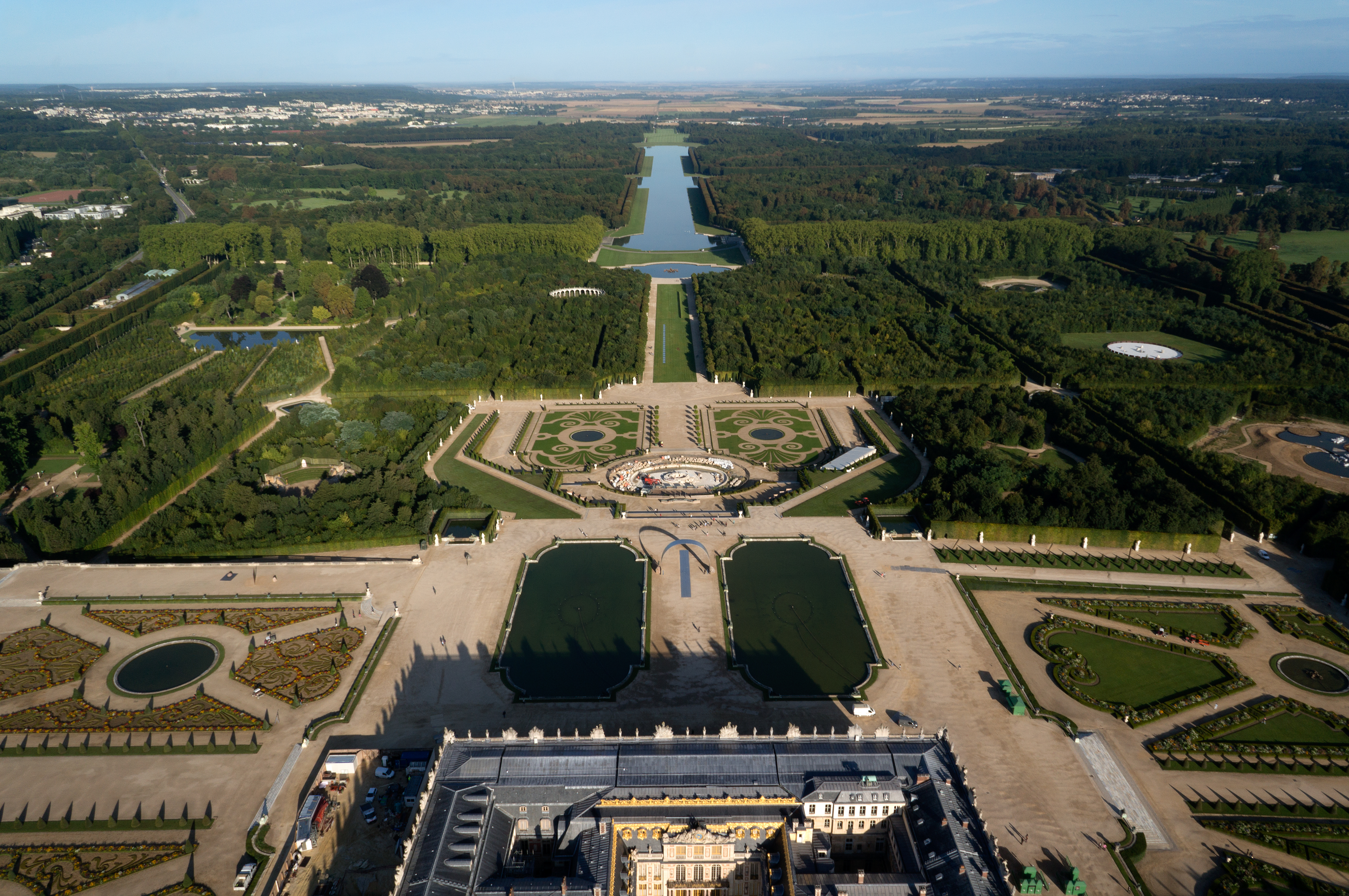
Les jardins de Versailles

Même lors du vivant de Louis XIV et de ses jardins de Versailles, le jardin à la française fut critiqué par un bon nombre d' écrivains tels que La Fontaine, Madame de Sévigné, Fénelon et Saint-Simon pour avoir imposé la "tyrannie" sur la nature ; démontrer la maîtrise humaine sur la nature faisait effectivement partie de son intention. En 1709, dans son livre influent sur la conception des jardins, Dezallier d'Argenville appelait les concepteurs de jardins à accorder plus d'attention à la nature qu'à l'art, tout en suggérant des conceptions très formelles. Les premiers signes avant-coureurs d'un nouveau courant, plus naturel, sont apparus dans la conception du bosquet des Sources au Trianon, créé par André Le Nôtre, et dans les bosquets du château de Marly, créés par Hardouin-Mansart.  Après avoir connu des revers militaires au début du 18e siècle et après l'hiver glacial de 1709, le trésor royal n'a pas été en mesure de poursuivre l'entretien des jardins élaborés de Versailles. Les arbres restaient non taillés, les jardins et les sentiers étaient envahis par la végétation. La France semblait disposée à accueillir un nouveau style de jardins.

## L'influence du jardin anglais

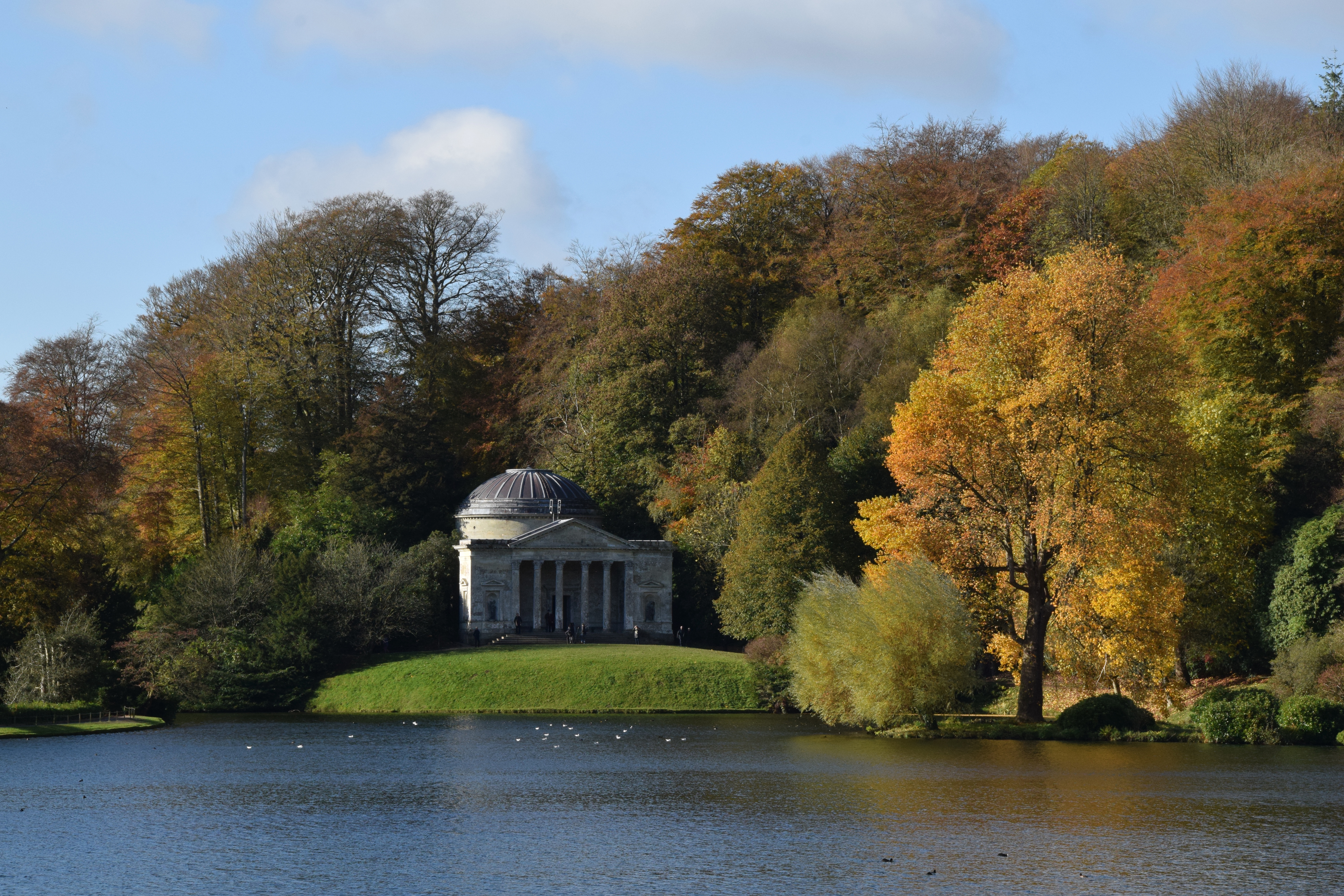
Panthéon remarquable du domaine de Stourhead

Le jardin paysager français fut tout d'abord influencé par le nouveau style de jardin paysager anglais, notamment par ceux de William Kent à Stowe (1730-1748) et Rousham (1738-1741), et par le jardin de Henry Hoare à Stourhead (entamé en 1741), eux-mêmes inspirés par des voyages en Italie et agrémentés de représentations de temples antiques. Plus tard, les jardins de Capability Brown, qui avait fait ses études avec William Kent, eurent une grande influence en France, en particulier son travail à Stowe (1748), Petworth (1752), Chatsworth (1761), Bowood (1763) et Blenheim Palace (1769). Les jardins d'Horace Walpole à Strawberry Hill (début 1750), où les vestiges gothiques succèdent aux temples antiques, constituent une autre source d'influence supplémentaire.
Les premières descriptions de jardins anglais ont été amenées en France par l'abbé Le Blanc, dont les récits de voyage ont été publiés en 1745 et 1751. Un traité sur le jardin anglais, Observations on Modern Gardening, écrit par Thomas Whately et publié à Londres en 1770, est traduit en français en 1771. Après la fin de la guerre de Sept Ans en 1763, les nobles français ont pu se rendre en Angleterre et voir les jardins de leurs propres yeux. Pendant la Révolution française, de nombreux nobles français se sont exilés en Angleterre et ont ramené avec eux le nouveau style de jardinage

## L'influence chinoise sur le jardin paysager à la française

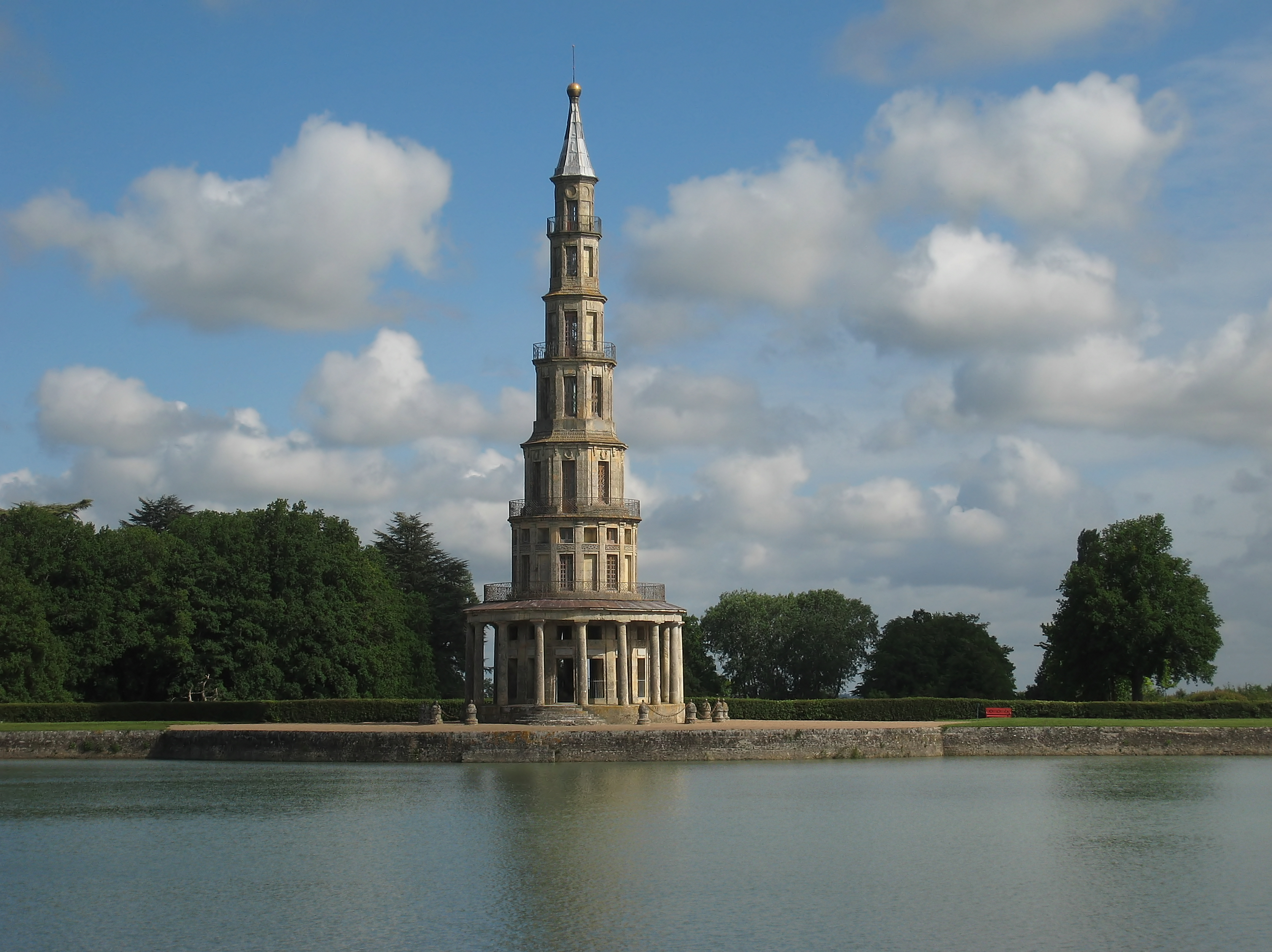
Pagode chinoise dans les jardins de Chanteloup

En 1743, le père Attiret, un prêtre jésuite et peintre français travaillant pour le compte de l'empereur en Chine, a rédigé une série de lettres décrivant les jardins chinois auxquels il avait été exposé. Il évoque notamment la résidence estivale de l'empereur, le Yuanming Yuan, près de Pékin :

« Un beau désordre règne un peu partout. Une anti-symétrie. Tout fonctionne sur ce principe : c'est une campagne pastorale et naturelle que l'on veut représenter : une solitude et non un palais bien ordonné suivant toutes les règles de la symétrie et des proportions. »

Les lettres d'Attiret connurent un grand succès aussi bien en France qu'en Angleterre, pays dans lequel elles furent traduites et publiées en 1752. Elles ont eu une influence importante sur ce que l'on a commencé à désigner sous le nom de "jardin anglo-chinois".
En 1757, le voyageur et écrivain anglais Sir William Chambers, qui se rendit trois fois en Chine, édita un livre intitulé Designs of Chinese Buildings, Furniture, Dresses, Machines, and Utensils (Dessins de bâtiments, de meubles, de robes, de machines et d'ustensiles chinois), avec un chapitre sur les jardins. Le livre fut rapidement traduit en français. M. Chambers transmit à l'Europe la vision chinoise selon laquelle les jardins se composent d'une série de paysages qui évoquent des sentiments différents, qui vont de l'enchantement à la frayeur, en passant par le rire. Chambers explique : "Les scènes enchantées ou romanesques abondent dans le merveilleux. Elles suscitent une série de sensations violentes ou opposées ; des sentiers menant à des passages sous-terrains où des lumières mystèrieuses dévoilent des assemblages étranges ; des routes serpentant à travers de somptueuses forêts conduisant à des précipices ou à des rivières empreintes de mélancolie, jalonnées de monuments funéraires ombragés par des lauriers et des saules. Les scènes terribles présentent par exemple au visiteur des rochers suspendus, des cataractes, des cavernes, des arbres brisés par la tempête, incendiés ou foudroyés, des édifices en ruine... Les scènes d'horreur ne sont qu'un des actes d'une représentation théâtrale qui se termine le plus souvent par une apaisante perspective élargie, des formes simples et de belles couleurs. Les scènes de rire font oublier l'enchantement et l'horreur des paysages traversés".
Chambers became the creator of the first Chinese garden in Europe, complete with the Great Pagoda at Kew Gardens, in the southwest of London. Chambers' book and the Chinese garden he created at Kew Gardens brought Chinese gardens into fashion in both England and France. Landscape gardens in France began to include artificial hills, pagodas, and promenades designed to provoke emotions ranging from melancholy to sadness to joy.

## La philosophie du jardin paysager de Rousseau

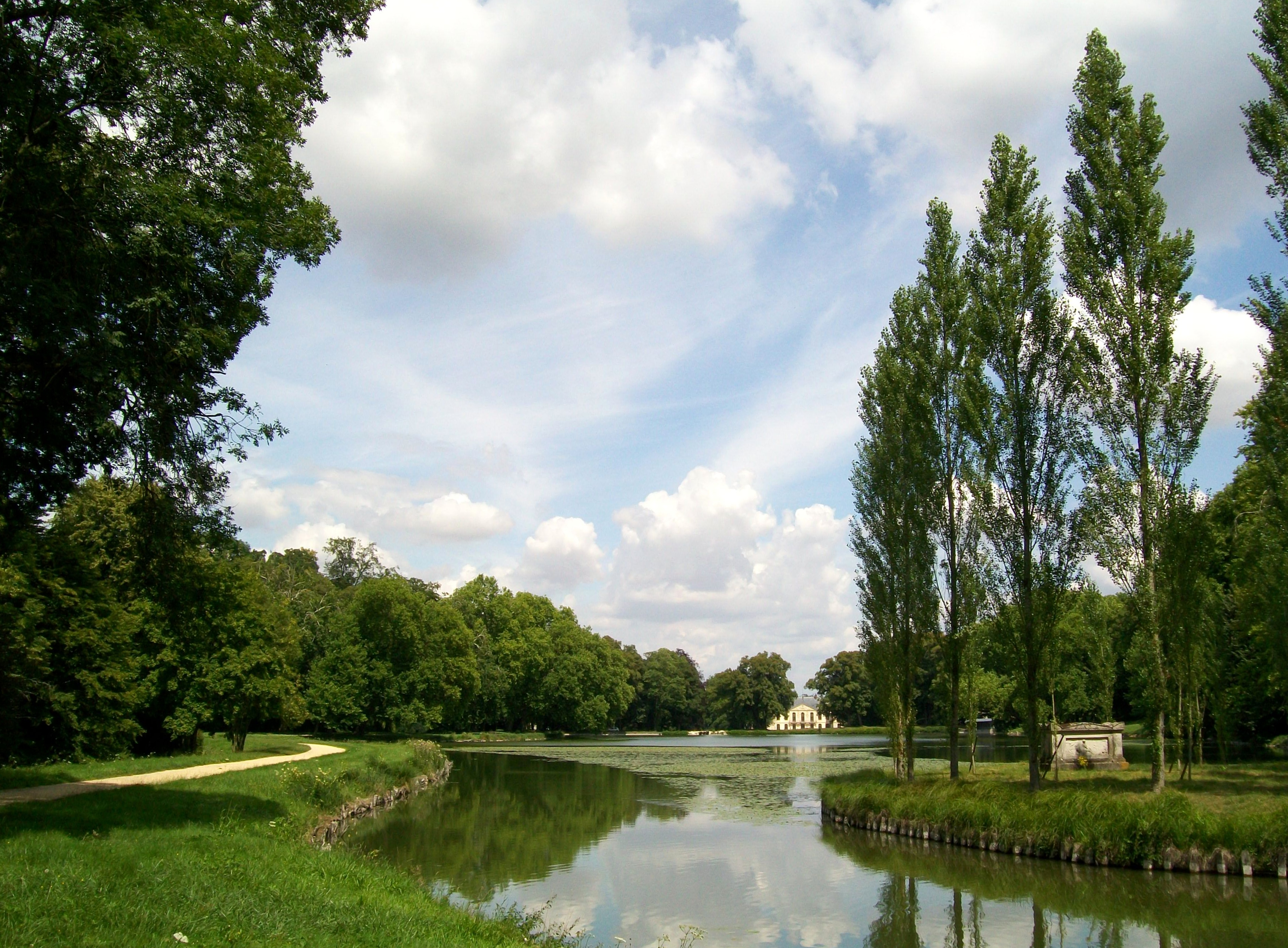
Le parc Jean-Jacques Rousseau à Ermenonville, créé 1764 – 1776 par le marquis de Vauvray

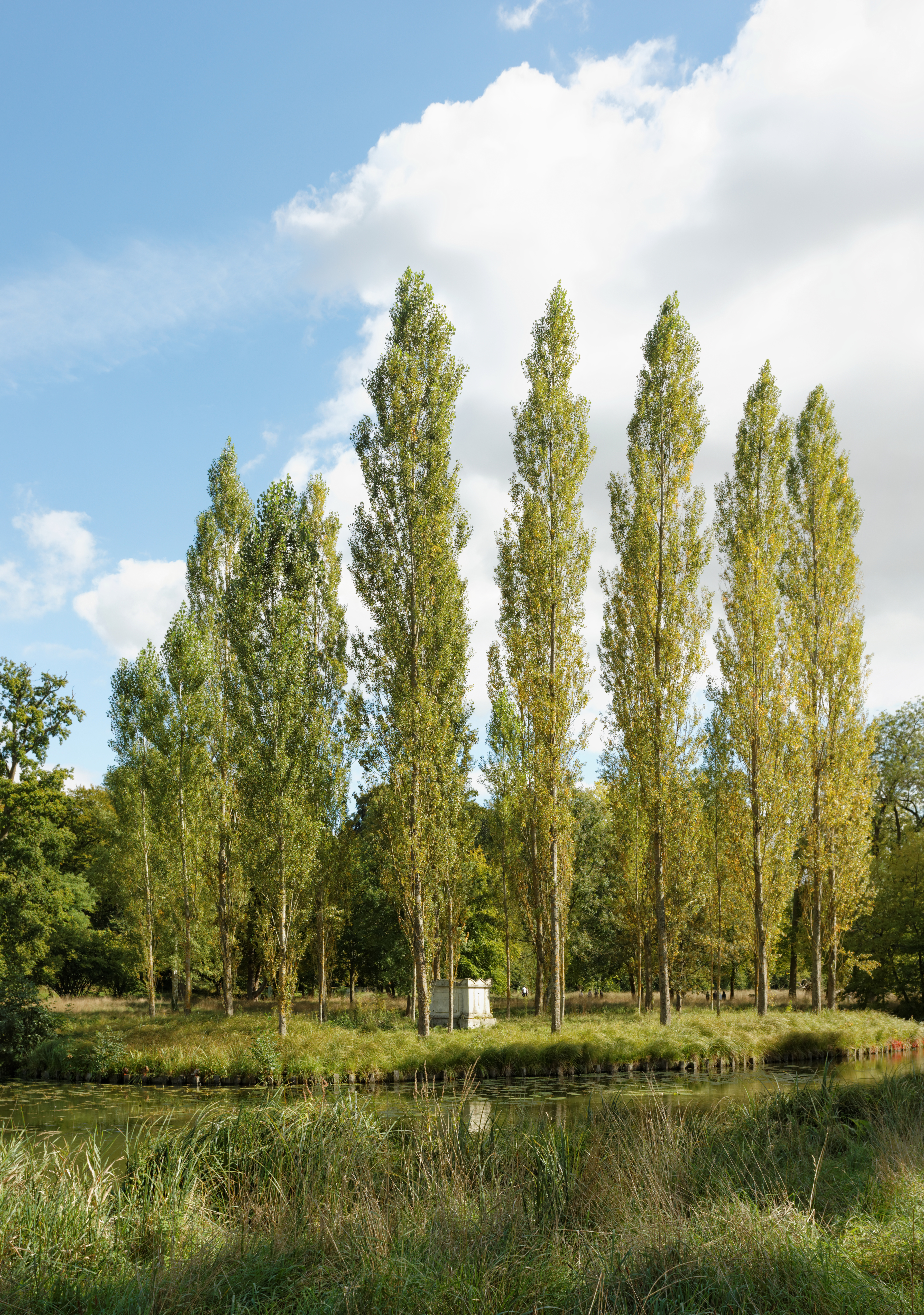
Cénotaphe de Rousseau sur l'Île des Peupliers, une île lacustre à Ermenonville

La philosophie du philosophe français et suisse Jean-Jacques Rousseau (1712-1778) a fortement influencé l'art du jardin paysager. Il a été lui-même enterré dans le premier grand jardin de ce type en France, situé à Ermenonville. Rousseau évoquait en 1762, à propos de la "noblesse de la nature", le fait que "tout est bon quand il vient de la nature" : "Tout est bon quand il sort de la main du créateur" ; "Tout dégénère entre les mains de l'homme".  Le roman Julie ou La Nouvelle Héloïse, dont il est l'auteur, imagine un paysage parfait, où chacun peut être fidèle à soi-même. Ce jardin fictif est devenu un véritable exemple pour les jardins paysagers français. Jurgis, historien français, écrit : "le thème de ce Paradis, une fois restauré par la libération des fleurs, de la terre et de l'eau, a été le fil conducteur de la conception des jardins paysagers. C'est une exaltation de ce qui a été depuis longtemps dénaturé par l'artifice". En contrastant ses Champs Élysées et son Verger de Clarens avec les arbres en rangs serrés sculptés en ombrelles, éventails, ouistitis et dragons, Rousseau fait renaître ce mythe avec ses nouvelles libertés.
Rousseau se rend en Angleterre en 1761 et découvre les célèbres jardins à la manière anglaise, y compris Stowe, tout en critiquant le mélange des différents styles. Il écrit : "Il est composé de lieux très beaux et très pittoresques, parmi lesquels différents éléments ont été choisis dans différents pays. " Tout paraît naturel, sauf leur assemblage ".
René Louis de Girardin, qui a créé le parc d'Ermenonville, a été un fervent élève de Rousseau. Le jardin du parc d'Ermenonville a été aménagé afin de représenter les paysages idylliques décrits dans les livres de Rousseau. Il voyage à Paris, est introduit auprès de Rousseau et le convainc de visiter le jardin et de séjourner dans une petite maison conçue pour reproduire la demeure de Julie, nommée Elysee, décrite dans La Nouvelle Héloïse. En mai 1778, Rousseau y séjourne, révise Les Confessions et reprend la rédaction des Rêveries du promeneur solitaire ; en juillet 1778, il y trouve la mort à la suite d'une insuffisance rénale. La dépouille est placée dans un tombeau situé dans un bosquet de peupliers sur une petite île du lac (elle a été transférée au Panthéon après la Révolution).
Girardin a transformé le parc d'Ermenonville en une véritable illustration des idées de Rousseau, en y créant des lieux minutieusement construits, comme des peintures, conçus pour inviter le visiteur à faire de longues promenades et à ressentir des émotions pures et simples. Les allées suivaient les flancs des collines, grimpant et descendant, pour donner une vue variée, de l'ombre des bosquets d'arbres à la lumière du soleil, et serpentant pour permettre au spectateur d'apprécier la scène sous différents angles et sous différentes lumières. Girardin a défini l'objectif de son jardin dans un ouvrage intitulé "De la composition des paysages" (1777) :

« Si tu veux avoir de vraies joies, tu dois toujours chercher les moyens les plus simples et trouver des amusements conformes à la nature, car ces plaisirs sont les seuls qui soient vrais et durables. »

Les principes de Rousseau, repris par Girardin et d'autres paysagistes et transposés dans des avenues et des paysages, ont été imités dans les jardins paysagers de toute la France.

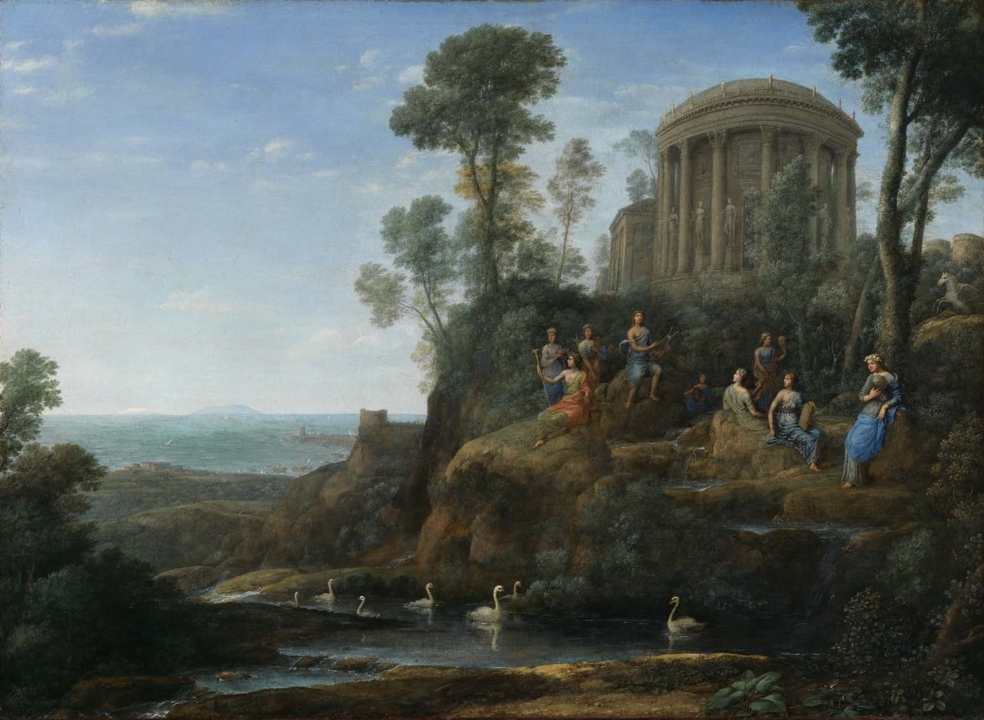
Les peintures de Claude Lorrain ont influencé l'apparence des jardins paysagers en Angleterre et en France

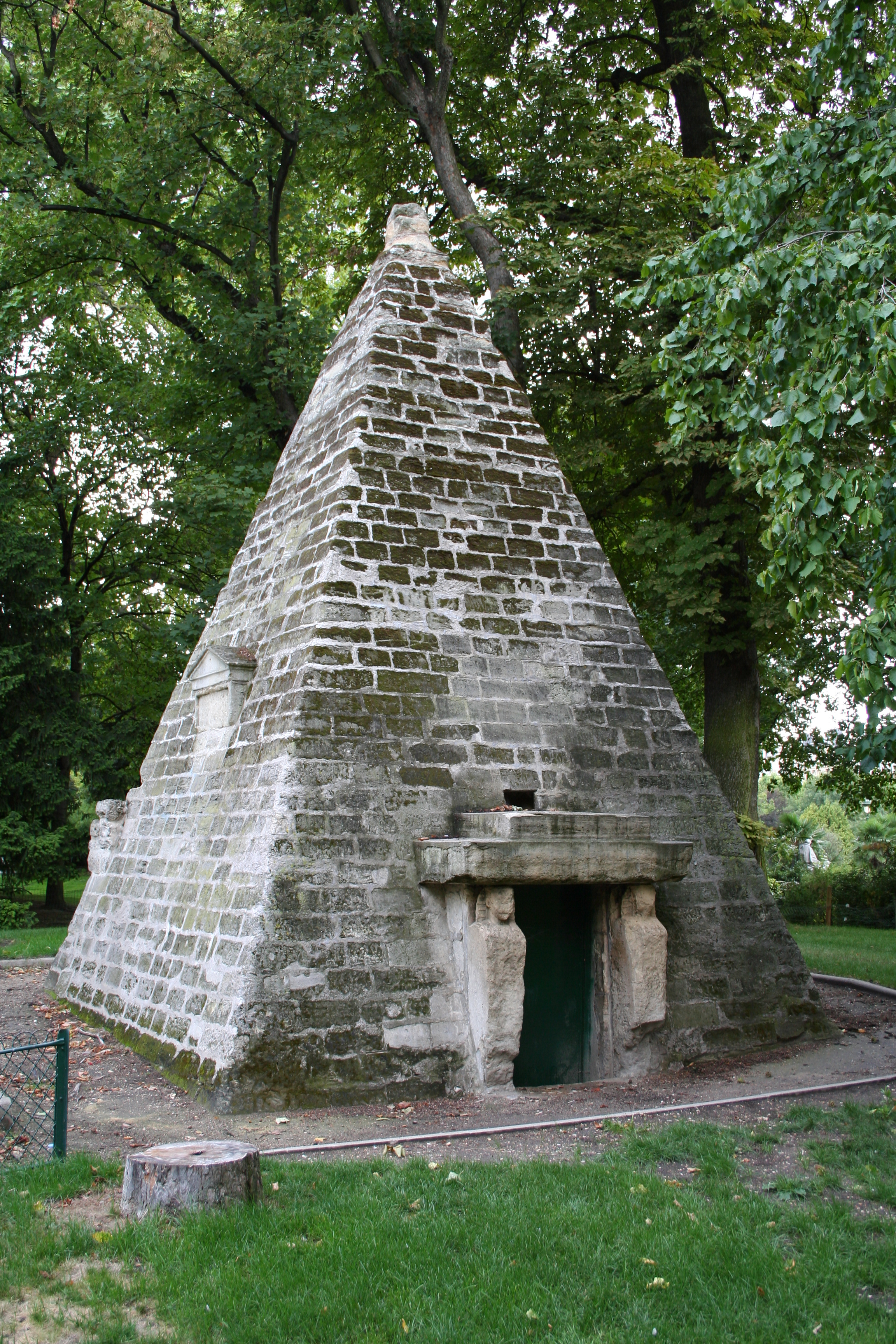
Maquette d'une pyramide égyptienne au Parc Monceau

Les vues des jardins paysagers français étaient rarement copiées de la vraie nature ; ils s'inspirent plus souvent des peintures romantiques, tel que celles de Nicolas Poussin, Salvator Rosa et Claude Lorrain, qui représentent des paysages arcadiens avec des scènes mythologiques.  En France, ils ont été particulièrement influencés par les peintures et les dessins d'Hubert Robert, qui dépeint des scènes romantiques de ruines antiques en ruine vues lors de ses visites en Italie. Robert est lui-même devenu concepteur de jardins, contribuant au jardin paysager de Betz et au Hameau de la Reine à Versailles.
Les jardins paysagers français ont été conçus comme des allégories, tirées de la littérature et de la peinture, et remplies de symboles et de messages. Il s'agissait généralement soit de reconstitutions du jardin d'Éden ou de l'Arcadie pastorale des mythes romains, soit d'offrir une visite visuelle de l'histoire de l'humanité ou du monde entier. Le paysage ne suffisait pas, il fallait aussi une architecture. Les jardins à la française étaient remplis de fabriques de jardin, d'imitations de temples romains, de ruines ou de tombeaux.
Les jardins de Betz, créés par le duc d'Harcourt et le peintre Hubert Robert pour la princesse de Monaco, étaient censés être un voyage autour du monde. Les différentes parties du monde étaient représentées par un obélisque, un temple dorique, un kiosque chinois, un temple druidique et les ruines d'une chapelle médiévale. Les jardins du château de Bagatelle à Paris renfermaient des folies sous la forme du temple du dieu Pan, de la maison du philosophe chinois, du tombeau d'un pharaon et de la cellule d'un ermite.  Comme l'écrivait l'architecte Louis Carrogis Carmontelle à propos du jardin qu'il a créé à Monceau : « Varions les régions pour oublier où nous sommes. Changeons les décors d'un jardin comme les décors de l'Opéra ; Montrons ce que les peintres les plus habiles peuvent offrir comme décoration ; toutes les époques et tous les lieux." 

## L'influence des explorateurs et des botanistes sur le jardin paysager à la française
Le XVIIIe et le début du XIXe siècle furent une époque de découvertes et d’activité énorme dans les domaines des sciences naturelles, de la botanique et de l’horticulture. Explorateurs, diplomates et missionnaires avaient pour mission d'introduire de nouvelles espèces de plantes en France, où elles étaient acclimatées dans des jardins spéciaux des ports maritimes. En 1764, le mélèze fut importé d'Angleterre en France, peu après le cèdre du Liban. Le dahlia et le chrysanthème, l'hortensia et le mimosa ont été importés du Mexique en France.  Le révérend Charles Plumier (1646-1704) rapporta d'Amérique latine le magnolia, le fuchsia et le bégonia. Louis Feuillée (1660-1732) apporta la calceolaria, l'oxalis, l'opuntia et la papaye. Pierre Nicolas Le Chéron d'Incarville (1706-1757) a introduit Sophora japonica . Bernard de Jussieu (1699-1777) a apporté le premier cèdre planté en France (1734), tandis que son frère Joseph de Jussieu (1704-1779) a introduit l'héliotrope. Les explorateurs Bougainville (1729-1811) et La Pérouse (1741-1788) rapportèrent de nombreuses plantes qui pénétrèrent dans les jardins à la française. Grâce à leurs découvertes, les jardins paysagers français furent bientôt ornés d'arbres exotiques et de fleurs colorées jamais vues auparavant en Europe. 

## Chronologie des jardins paysagers remarquables en France

### Le Moulin Joly (1754-1772)
Le Moulin Joly (« Joli Moulin »), conçu par l'architecte paysagiste Claude-Henri Watelet, fut probablement le premier jardin en France conçu dans le nouveau style.  Elle était située le long de la Seine entre Colombes et Argenteuil. Watelet découvre le site au cours d'une promenade, l'achète et crée un jardin qui préserve sa beauté naturelle. Il se composait de trois îles, avec une maison rustique, une grotte, des abris pour les animaux, un pont chinois, un pont hollandais et un pont flottant, un moulin et un jardin au tracé traditionnel. Watelet, qui a appelé le jardin "l'île enchantée", a écrit que son jardin était "dans un style pastoral suivant la longue tradition née dans l'Antiquité et perpétuée par la Renaissance italienne et française". Les visiteurs du jardin comprenaient les peintres Boucher, Hubert Robert et Elisabeth Vigée-Lebrun. Marie-Antoinette est venue plusieurs fois. 

### Parc Jean-Jacques-Rousseau
Le parc Jean-Jacques Rousseau à Ermenonville a été conçu par René Louis de Girardin, qui fut officier dans l'armée de Louis XV avant de se retirer dans son domaine. Il avait visité l'Italie, la Suisse, l'Allemagne et l'Angleterre et connaissait les premiers jardins paysagers anglais. Il s'inspire notamment du jardin du poète britannique William Shenstone, The Leasowes, qui deviendra le modèle d'Ermenonville. 
En 1776, Girardin publie un livre, A la composition des paysages</link> (Sur la composition des paysages), qui exposait ses théories des jardins, théories citant la traduction française d'un livre sur le jardinage de Thomas Whately, et la Théorie des jardins</link> de Jean-Marie Morel (1776).

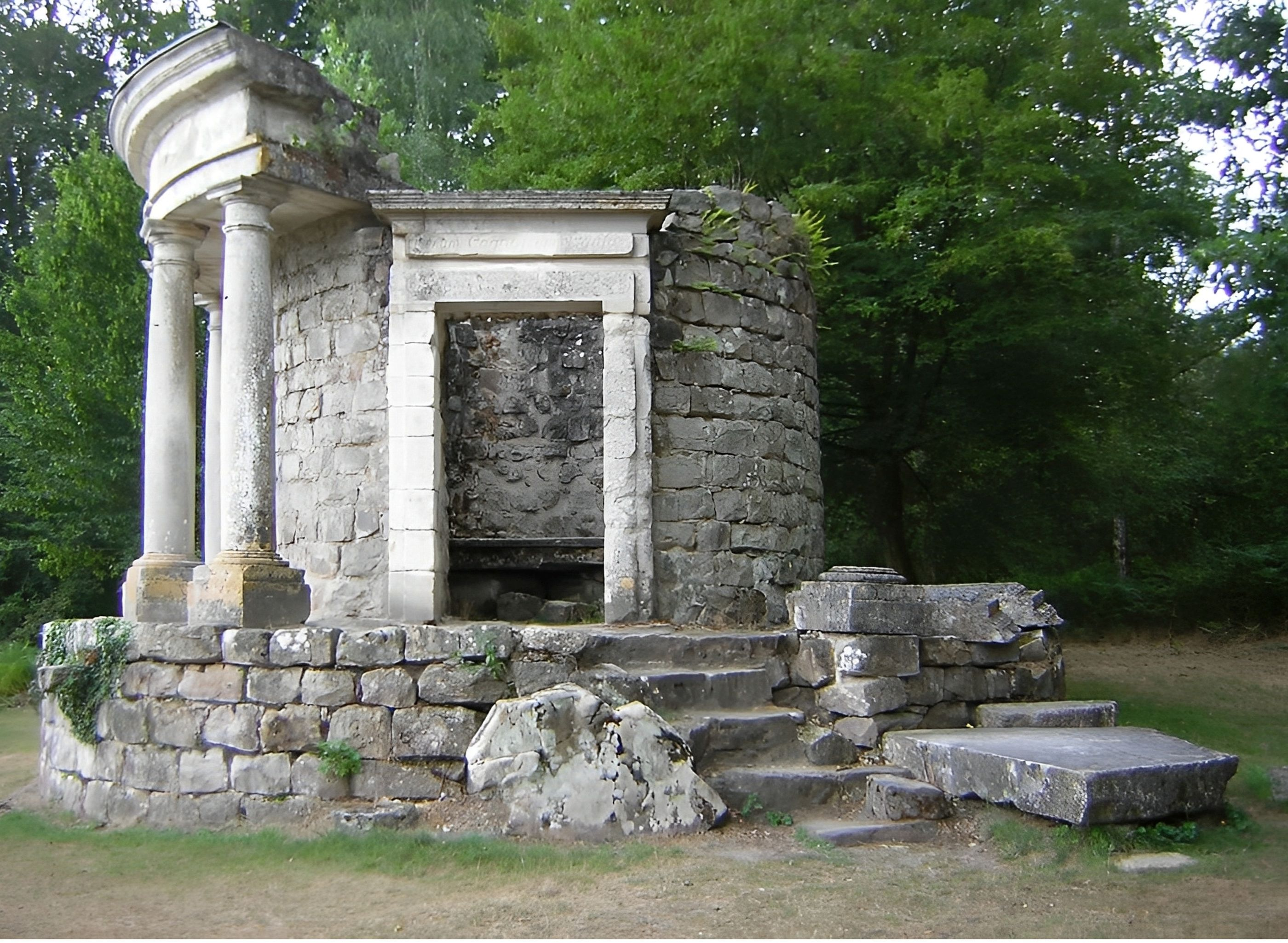
Le Temple de la Philosophie à Ermenonville

Girardin a créé le jardin d'Ermenonville comme une série de tableaux visibles de différents points à différents moments de la journée. L'artiste Hubert Robert a contribué aux dessins pour sa conception. Le parc occupait 100 hectares, situé dans une vallée le long de la rivière Launette. Il a fallu dix ans pour construire le jardin ; les étangs ont dû être vidés et la rivière a dû être détournée. Les jardins étaient ornés de folies qui représentent des édifices tels qu'une tour gothique, un obélisque, le temple de la Philosophie (laissé inachevé pour représenter l'incomplétude des connaissances humaines) et une cabane d'ermite. 
Le manoir du XVIIe siècle se trouvait sur une île au milieu ; au nord se trouvaient toutes les terres agricoles, et à l'ouest, vers le village, se trouvait Le Désert</link> , un jardin animalier. Girardin a rempli le jardin de métaphores représentant des thèmes philosophiques de la Renaissance et du Moyen Âge.
Le philosophe Jean-Jacques Rousseau a passé les dernières semaines de sa vie dans une chaumière de ce jardin, dans une partie inspirée de son roman La Nouvelle Heloise</link> (Julie ou la Nouvelle Héloïse). À sa mort, il fut inhumé sur une île du fleuve, l'île des Peupliers ; le tombeau néoclassique et son bosquet de peupliers ont été représentés dans plusieurs gravures de l'époque – il est devenu un lieu de pèlerinage pour ses nombreux admirateurs. Le 11 octobre 1794, son corps fut enlevé et réinhumé au Panthéon de Paris près de la dépouille de Voltaire.
En raison de son lien avec Rousseau, le jardin a attiré de nombreux visiteurs célèbres, dont Joseph II d'Autriche, le roi Gustave III, le futur tsar Paul Ier de Russie, Benjamin Franklin, Thomas Jefferson, Danton, Robespierre, Chateaubriand, la reine Marie-Antoinette et Napoléon. Bonaparte. 

### Le château de Pompignan (travaux 1745-1780, jardin principalement 1766-1774)
Ce jardin paysager aux folies a été construit par Jean-Jacques Lefranc de Pompignan, un ami de Rousseau. Il présentait des structures pittoresques et des ruines mystérieuses, et les promenades et les vues profitaient de l'emplacement du parc à flanc de colline surplombant la vallée de la Garonne et, au loin, la chaîne des Pyrénées, qui s'étendait à l'horizon sud. Le château est toujours habité, et bien que le parc ait été très longtemps négligé, des vestiges des travaux et des promenades sont encore visibles.

### Parc Monceau, Paris (1773-1778)
Le parc Monceau a été conçu par Louis Carrogis Carmontelle (15 août 1717 – 26 décembre 1806), dramaturge, peintre, architecte, scénographe et auteur français. En 1773, le duc de Chartres, fils de Louis-Philippe d'Orléans et futur Philippe Egalité, lui demande de concevoir un jardin autour d'une petite maison qu'il fait construire au nord-ouest de Paris. Entre 1773 et 1778, il crée la folie de Chartres (aujourd'hui Parc Monceau), l'un des jardins paysagers français les plus célèbres de l'époque.
Il s'écarte des jardins paysagers anglais plus naturels de l'époque en présentant une série de scènes fantastiques conçues « pour réunir dans un seul jardin tous les lieux et tous les temps ». Il comprenait une série de fabriques ou structures architecturales, tout en illustrant tous les styles connus à l'époque : antiquité, exotisme, chinois, turc, ruines, tombeaux et paysages rustiques, tous créés pour surprendre et divertir le visiteur.

### Désert de Retz, Yvelines (1774-1782)

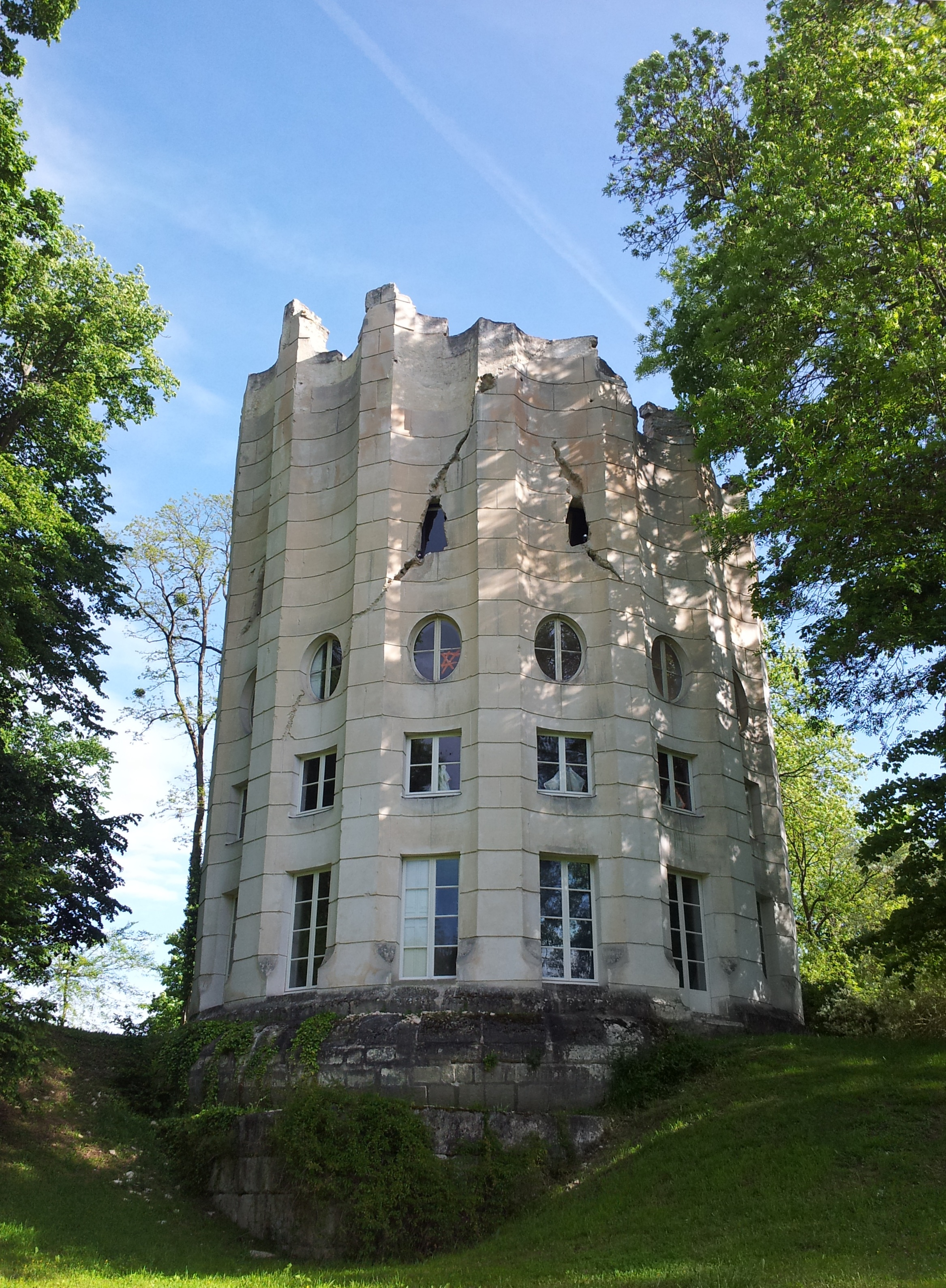
La Colonne détruite

Le jardin a été créé par François Racine de Monville (1734-1797), aristocrate français, musicien, architecte et paysagiste. En 1774, de Monville achète un domaine de campagne à Saint-Jacques-de-Retz, qui possède une ferme, des terres et un jardin à la française . Il résolut de créer un nouveau jardin dans le nouveau style anglais. Il nomma le jardin le Désert de Retz et y planta quatre mille arbres des serres royales, détourna le tracé d'une rivière et créa plusieurs étangs.
Le jardin, achevé en 1785, contenait vingt et une folies, ou constructions architecturales, représentant différentes périodes de l'histoire et parties du monde ; ils comprenaient un rocher artificiel, un temple de repos, un théâtre, une maison chinoise, un tombeau, une église gothique en ruine, un autel en ruine, un obélisque, un temple au dieu Pan, une tente siamoise et une glacière en la forme d'une pyramide. L'élément le plus connu était la colonne classique en ruine, "La Colonne détruite", suffisamment grande pour abriter une résidence à l'intérieur.

### Le village rustique (hameau) comme élément de jardin

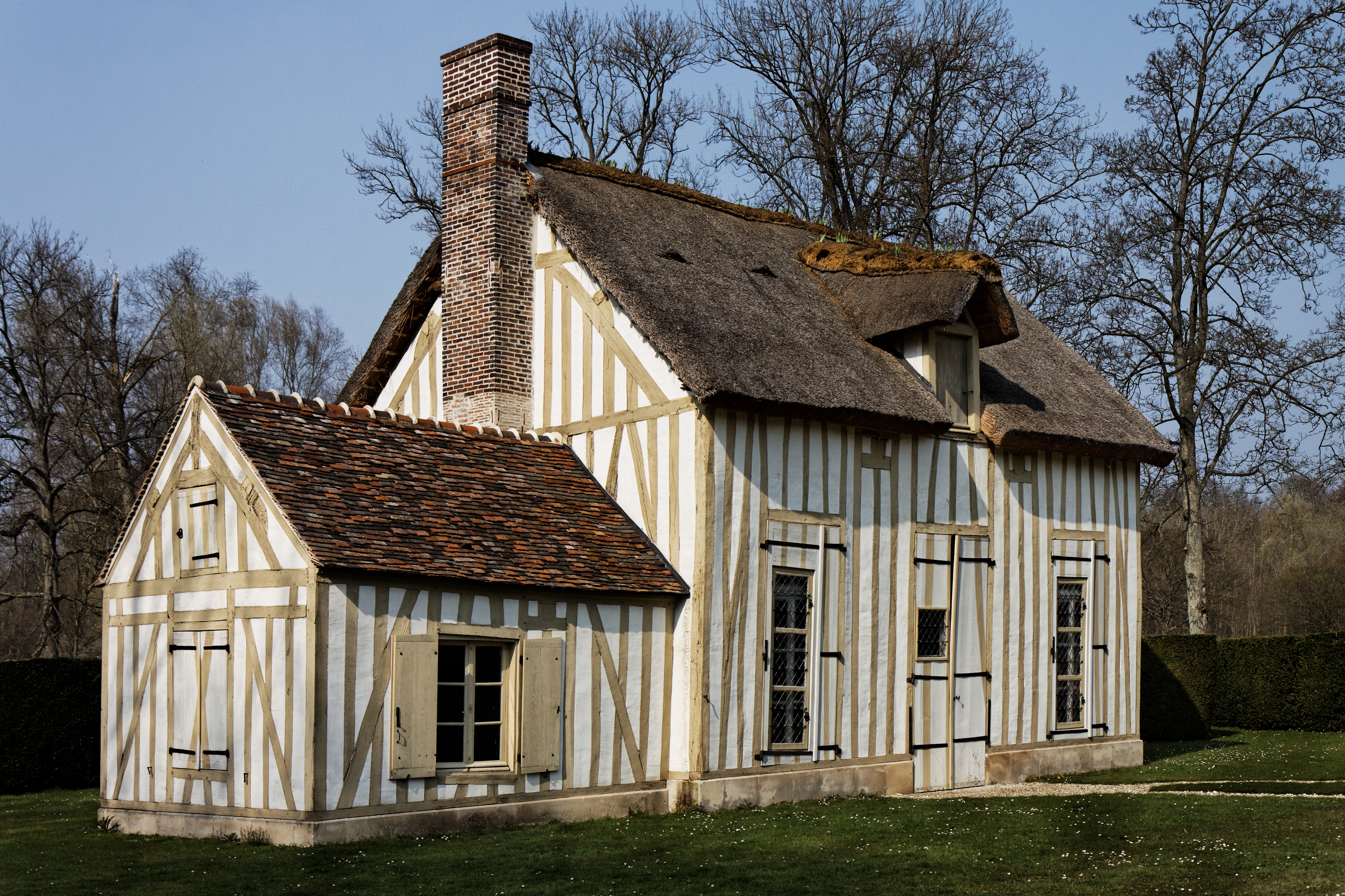
Un gîte au Hameau de Chantilly

Parallèlement au développement du jardin paysager à la française, s'est développé parallèlement au XVIIIe siècle les fermes ornementales et les « villages » pittoresques. La première ferme ornementale de ce type en France fut le Moulin Joly, mais il existait des bâtiments rustiques similaires à Ermenonville, au Parc Monceau et au Domaine de Raincy. En 1774, le prince de Condé conçoit tout un village rustique, le Hameau de Chantilly, pour son domaine du château de Chantilly. Le petit village s'inspire d'une ferme normande et compte sept bâtiments aux toits de chaume, conçus par l'architecte Jean-François Leroy. Les extérieurs étaient rustiques, mais les intérieurs étaient extrêmement élégants et utilisés pour des concerts, des jeux et des dîners. Ils furent utilisés pour une réception pour les membres de la cour impériale russe en 1782. 

### Jardin de la reine, Versailles, (1774-1779)
En 1749, Louis XV avait créé un « jardin d'instruction » à côté des jardins de Versailles, avec des animaux domestiques, un potager et un jardin botanique de plantes apportées du monde entier. En 1750, il ajoute un pavillon, dessiné par Ange-Jacques Gabriel, avec un jardin à la française et quelques allées sinueuses et bosquets d'arbres au style nouveau. Il conçut autrefois le Petit Trianon comme résidence de Madame de Pompadour, qui s'intéressa à la conception de la maison et de ses jardins. A sa mort en 1764, la maison inachevée passa dans la sphère de sa nouvelle maîtresse Madame du Barry, qui ne s'en soucia guère, s'intéressant davantage à son nouveau Pavillon au Château de Louveciennes.
A sa mort, la propriété encore inachevée repassa en possession du nouveau roi, Louis XVI, qui en 1774 la présenta à son épouse Marie-Antoinette. Elle fit terminer la maison et ordonna qu'un nouveau jardin soit construit dans le nouveau style anglo-chinois à la mode. Le jardin a été conçu par Richard Mique, Antoine Richard et le peintre Hubert Robert. Richard était responsable du choix des arbres et des plantes, et Mique et Robert se chargeaient de la composition et des folies, ou constructions architecturales. 

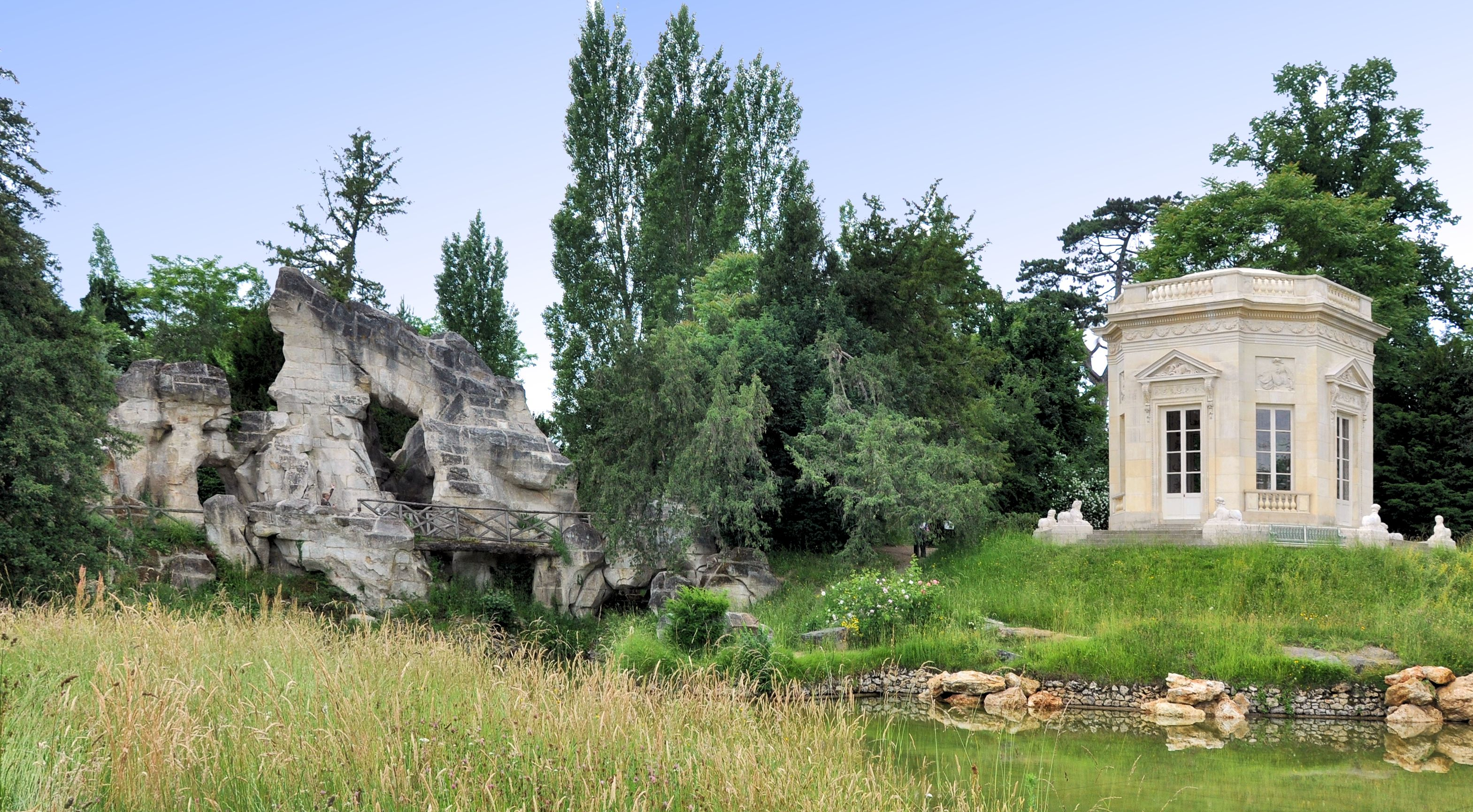
Belvédère et Grand Rocher dans les jardins du Petit Trianon

Le jardin a été conçu autour d'un petit ruisseau dont la source se trouvait dans une montagne artificielle appelée le "Grand Rocher". D'un côté se trouvait une butte surmontée d'un belvédère octogonal. Le Belvédère était également connu comme le pavillon de la musique et était décoré de peintures murales inspirées des peintures de Pompéi. Le ruisseau serpentait à travers le jardin et était traversé par des ponts ou des pierres. Elle formait une île sur laquelle était placé le Temple de l'Amour. 
La construction du jardin a nécessité la destruction des anciens jardins botaniques qui avaient des plans formels et de plusieurs serres. Certaines plantes ont été incorporées dans les nouveaux jardins, tandis que d'autres ont été envoyées dans d'autres jardins royaux et dans le nouveau Jardin Botanique de Paris.
En 1783, Marie Antoinette ordonna la création du Hameau de la Reine, le plus célèbre de tous les villages rustiques créés pour les jardins de l'époque. Entre 1783 et 1787, le hameau est ainsi créé dans l'esprit d'un village normand, avec onze maisons réparties autour d'un lac. Cinq des bâtiments étaient de véritables résidences pour le personnel engagé dans les travaux agricoles, tandis que plusieurs contenaient des suites de chambres dans lesquelles la reine et ses invités pouvaient se détendre.

### Autres jardins
- Jardins du château de Bagatelle, Paris (1777-1784)
- La Folie Saint-Jacques, Neuilly (1777-1780)
- Château de Méréville, Essonne (1784-1786)

## Voir également
- Liste des Jardins Remarquables de France
- Liste des types de jardins
- Jardin à l'anglaise
- Jardin chinois
- Jardin italien